# EN 13606
EN 13606 (Health informatics - Electronic Health Record Communication) is een Europese standaard, met als doel een stabiele informatie-architectuur te bieden voor alle elektronische medische datacommunicatie per patiënt, en niet voor bijvoorbeeld statistisch of wetenschappelijk onderzoek.
EN 13606 is bedoeld om ondersteuning te geven aan de uitwisseling van medische data tussen EPD systemen.
Van belang hierbij is:
- de oorspronkelijke inhoud goed weergeven
- rekening houden met de privacy van patiënt en zorgverlener.

Deze Europese standaard beschrijft niet hoe systemen intern zijn opgebouwd, maar het beschrijft hun gedrag naar andere systemen toe.
Het informatiemodel binnen de standaard is geen beschrijving van een systeem-datamodel, maar een EHR-Extract (EHR=Electronic Health Record), bezien vanuit het gestandaardiseerde ISO RM-ODP Information Viewpoint. De standaard gaat ervan uit dat data langdurig worden opgeslagen, en ook binnen verschillende organisaties gebruikt zullen worden. Een patiënt leeft immers meestal decennialang, en zal gedurende zijn leven meerdere medische organisaties bezoeken. Het EHR-Extract zal dus eenduidig interpreteerbaar moeten zijn, niet alleen nu bij een huisarts, maar ook over tien jaar bij een andere huisarts, of andere zorg-dienstverlener (ziekenhuis).
Bij definitie van de standaard is rekening gehouden dat deze een rol spelen kan bij het ontwerp van nieuwe systemen, maar kan ook dienen om add-ons op reeds bestaande systemen te ontwerpen. Hierdoor is in deze standaard goed nagedacht over flexibiliteit naar andere systemen toe, maar binnen deze flexibiliteit goed rekening te houden met de eenduidige betekenis van de data.
Het openEHR framework is de basis voor het Archetype Object Model (deel 2) van deze standaard.

## Technische beschrijving
De standaard is gebouwd vanuit praktische ervaring die in jaren ervoor is opgedaan met andere standaarden en binnen systemen. De standaard is een update op ENV13606, en is completer dan zijn voorganger. Ook is er aan nieuwe eisen voldaan om op generieke modellen vanuit klinische domeinen toe te passen. En er is rekening gehouden met de wens om berichten in HL7 versie 3 te communiceren. Ten slotte is er bij het definiëren van deze standaard rekening gehouden met technische eisen van deze tijd.
1. Behalve als traditionele berichtenleverancier tussen geïsoleerde systemen kan de standaard in sommige gevallen dienen als een directe brug tussen deze systemen (middleware)
2. Niet alleen worden medische data gecommuniceerd, maar ook de randvoorwaarden uit de aangesloten systemen, bijvoorbeeld autorisaties en het gewenste verloop van klinische processen.
3. Deze standaard is vanwege de internationale belangstelling voorgedragen als een ISO-standaard, en andere lidstaten, ook buiten Europa, werken nu mee aan de definitie van de ISO-standaard die de opvolger zal worden van deze standaard.
4. Een belangrijke mijlpaal in dit proces is de vertaling naar HL7 berichten die veel worden gebruikt binnen de medische data-uitwisseling.

Gezien de grote verscheidenheid onder medische data-systemen zijn de meeste eigenschappen van deze standaard optioneel gehouden. Hoewel enige verplichte eisen wel zijn geïmplementeerd vooral wat betreft interpretatie en privacy. Immers, dit zijn de belangrijkste beschermende gezichtspunten naar de patiënt toe. Interpretatie van medische gegevens moet gegarandeerd perfect zijn om te voorkomen dat er medische fouten worden gemaakt, en de privacy speelt een belangrijke rol bij de afscherming van de patiënt voor ongewenste inzage in zijn medische gegevens.
EN 13606 kan worden gebruikt in samenhang met de aanvullende standaarden zoals HL7 Version 3 Reference Information Model (RIM), EN 14822-1, EN 14822-2, EN 14822-3, CEN/TS 14822-4 (GPIC), prEN 12967 (HISA) en EN13940-1 (CONTSYS).

## Nieuwe ontwikkelingen
De CEN/ISO 13606-standaard zal vernieuwd worden de komende twee jaren.
Verwacht wordt dat het referentiemodel versimpeld zal worden.
Omdat er thans een harmonisatie plaatsvindt met de HISA- en de ContSys-standaarden, wordt verwacht dat deel drie uitgebreid zal worden.
Met deze uitbreiding zal de 13606 standaard vastleggen hoe archetypes gemaakt moeten worden.